# Club Deportivo Necaxa
El Club Deportivo Necaxa fue un equipo de fútbol de Honduras que fue fundado en 1954 llegó a participar en la Liga Nacional de Honduras y que desapareció en 2012.

## Historia
Fue fundado el 4 de diciembre de 1955 en el barrio Perpetuo Socorro de la ciudad de Comayagüela a iniciativa del Lic. Wilfredo Herrera. Su denominación se debe al club mexicano del mismo nombre, así como sus colores oficiales.

### Ascenso
El 23 de mayo del 2010 consiguió el ascenso a la Liga Nacional de Honduras por primera vez en su historia tras vencer al Atlético Independiente en Tegucigalpa. En 2012 el club le vendió su plaza en la Liga Nacional de Honduras al Platense FC, con lo que oficialmente descendió a las ligas menores.

## Estadio
Para sus encuentros como local juega en el estadio Marcelo Tinoco, ubicado en la ciudad de Danlí, departamento de El Paraíso, con capacidad para unos 10 000 aficionados. También juega en el estadio Fausto Flores Lagos de la ciudad de Choluteca.

## Jugadores

### Jugadores destacados
| - Eduardo Bennett (2008-2010) - Samuel Caballero (2011) | - Denilson Costa (2007) - Nery Medina (2010-2012) | - Carlos Pavón (2009) |

### Entrenadores en la Máxima Categoría
- Denilson Costa (2011)[4]
- Jorge Pineda (2011-2012)

## Palmarés

### Torneos nacionales
- Liga Nacional de Ascenso: 3
  - Apertura: 2009/10
  - Clausura: 2008/09, 2009/10